# 니콜라이 부하린

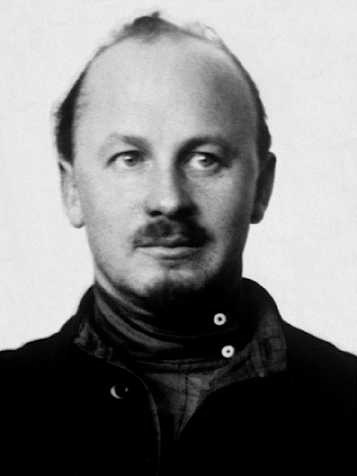
니콜라이 부하린

니콜라이 이바노비치 부하린(러시아어: Никола́й Ива́нович Буха́рин, 1888년 10월 9일-1938년 3월 15일)은 볼셰비키 혁명가이자 소련의 정치인, 경제학자, 마르크스주의 사상가이며 혁명 이론의 저술가이다.
청년 망명객 시절 블라디미르 레닌, 레프 트로츠키등과 6년 간 가까이 지내며 활동하였고 1917년 2월 러시아 혁명 이후 모스크바로 귀국하며 볼셰비키 당 고위 인사가 되었으며 10월 혁명 이후 프라우다의 편집장이 되었다.
볼셰비키 당 내에서 좌파 공산주의에 속했던 부하린은 1921년 이래 우파로 기울면서 신경제정책의 지지자가 되었다. 1924년 말부터는 이오시프 스탈린의 동지로서 일국 사회주의 정책에 협력했으며 1927년 12월 15차 공산당대회에서 트로츠키, 그리고리 지노비예프와 레프 카메네프를 당에서 축출했다. 1926년부터 1929년까지의 4년간 부하린은 코민테른 집행위원회의 총비서로서 큰 권력을 행사할 수 있었다. 그러나 스탈린의 집산주의에 대한 이견으로 스탈린과 부하린은 갈라서게 되었으며 1929년 정치국에서 축출되었다.
1936년 대숙청이 시작되면서 스탈린에 반대하는 부하린의 편지, 대화와 통화 내역들이 확보되었다. 1937년 2월 부하린은 소비에트 국가를 전복하려 했다는 혐의로 체포되었으며, 서방 공산주의자들이 소련에 등을 돌리게 만든 형식적 재판 이후 1938년 3월 처형되었다.

## 1917년 이전
니콜라이 부하린은 1888년 10월 9일 (율리우스력 9월 27일) 러시아 제국의 모스크바에서 초등학교 교사였던 아버지 이반 가브릴로비치 부하린과 어머니 류보브 이바노브나 부하리나 사이에서 태어났다. 그는 16세부터 친구였던 일리야 예렌부르크와 함께 혁명운동을 시작하였으며 모스크바 대학에서 1905년 러시아 혁명과 연관된 활동을 벌였다. 1906년 러시아 사회 민주 노동당에 입당하여 당내 분파인 볼세비키에 가담하였다. 부하린은 1907년 모스크바에서 그리고리 소콜리니코프와 함께 전국 청년 연합을 개최하였는데, 이것은 후에 콤소몰의 기원이 되었다.
20살에 그는 당 모스크바 위원회의 회원이 되었으며, 즉각 차르의 비밀경찰인 오흐라나의 요주의 인물이 되었다. 이 시기에 그는 동지 니콜라이 루킨의 여동생인 나데즈다 루킨을 만나 사랑에 빠졌고, 유형 생활에서 돌아온 직후인 1911년에 결혼하였다.
1911년 잠깐의 유형 생활 후 아르한겔스크로 이송되던 부하린은 탈출하여 하노버로 망명하였다. 독일에서 1년 간 머무른 부하린은 이듬해 크라쿠프로 가서 레닌을 처음으로 만났다. 망명 생활 중에도 계속 교육을 받은 부하린은 20대에 볼셰비키 이론가라는 명성을 얻게 한 몇 권의 책을 저술했다. 특히 그의 저작인 《제국주의와 세계 경제》는 레닌이 후에 저술한 저서 《제국주의, 자본주의의 최고단계》의 토대가 되었다. 반면 유럽 좌파와 가깝고 반국가주의적이었던 부하린은 레닌과 이론 문제로 자주 논쟁하기도 하였다. 또한 1913년 빈에서 머물면서 레닌의 부탁으로 조지아의 볼셰비키였던 스탈린의 《마르크스주의와 민족문제》의 저술을 도왔다.
1916년 10월 뉴욕으로 거처를 옮긴 부하린은 트로츠키와 콜론타이와 함께 신문 "노비이 미르"(신세계)의 편집자가 되었다.1917년 1월 트로츠키가 뉴욕에 도착할 당시 부하린은 그를 맞이한 첫번째 러시아 이주자였다.

## 1917년 혁명에서부터 1928년까지
1917년 러시아에서 2월 혁명이 발발하고 제정이 무너지자, 부하린은 일본을 경유하여 모스크바로 돌아와 다시 러시아 내에서 볼셰비키의 유력지도자가 되었다. 그는 중앙위원회의 위원으로 선출되었다. 이해 볼셰비키에 의해 10월 혁명이 발발하자, 그는 모스크바 방면의 혁명을 지도하였고 당 기관지인 프라우다의 편집인이 되었다.
부하린은 세계 혁명에 대해 열정적으로 동조했었던 인물이었다. 제 1차 세계대전 막바지의 곤경 속에서 부하린은 전쟁을 계속하길 주장하였으며, 브레스트-리토프스크 조약을 추진한 레닌에 대항하는 강경한 반대파를 이끌었다. 전시의 권력투쟁에서 부하린과 좌파 사회주의 혁명가들은 레닌의 체포까지 기도하였다. 부하린은 1924년 프라우다에 기고한 글에서 이와 같은 사실을 밝히며 "당이 분열로부터, 전 국가가 폐허로부터 일어선 시기"였다고 술회하였다.
조약이 비준된 후 부하린은 당무에 복귀하였다. 1919년 3월, 그는 코민테른 집햅위원회의 위원이 되었고, 정치국의 후보위원이 되었다. 러시아 내전 시기 동안 부하린은 여러 공산주의 이론에 관한 저술을 발표했으며 이들 중에서는 예브게니 프레오브라젠스키(Yevgeni Preobrazhensky)와 함께 저술한 대중 입문서였던 "공산주의 ABC"도 있었다. 더 학술적인 성격의 저작으로는 《과도기 경제학》(1920)과 《역사 유물론》(1921)이 있다.
1921년 부하린은 의견을 바꾸어 소련의 공산주의 건설이 미래의 세계 혁명을 위한 기초라는 레닌의 견해를 받아들였고, 세계대전과 내전으로 피폐한 경제를 되살리기 위한 신경제정책(NEP)의 열렬한 지지자가 되었다. 신경제정책은 사적 소유를 허용하고 농업과 유통, 경공업 부문에서 자본제적 경제활동을 허용하여 경제를 되살리기 위한 정책이었으며, 좌파 공산주의자에게 있어서는 사회주의 정책의 후퇴를 의미했다.

## 권력투쟁
1924년 레닌의 죽음 이후 부하린은 당 정치국의 정식국원이 되었다. 그는 당 서기장인 스탈린과 연합하였고, 이는 부하린을 권력핵심으로 떠오르게 하였다. 그는 트로츠키가 이끈 "좌익 반대파"의 급진적인 산업화, 부농(쿨라크)에 대한 계급투쟁 심화 등의 주장 에 맞서 네프를 옹호하였다.
부하린은 일국사회주의론라는 개념을 내놓았으며, 이는 후에 스탈린주의의 기본 경제 발전정책이 된다. 일국사회주의란 세계혁명이 없이도 러시아 등 저성장 국가가 경제발전을 통해 공산주의로 진화할 수 있다는 이론으로서 세계혁명을 우선으로 본 트로츠키의 영구혁명론과 대립하였다.
결국 트로츠키가 주도하는 "좌익 반대파"는 부하린의 이론적 지지를 받은 스탈린-지노비에프-카메네프와의 권력투쟁에서 패하여 실각하였다. 1926년부터는 스탈린-부하린의 연합이 지노비에프와 카메네프를 권력투쟁에서 이기고 부하린은 1926년 ~ 1928년동안 소련 권력의 정점에 이르게 되었다.
그는 당내 우파의 수장이었으며, 레닌의 뒤를 이어 인민위원회 의장(총리에 해당)을 맡고 있었던 알렉세이 리코프와 노동조합의 총재였던 미하일 톰스키가 여기에 포함되어 있었다. 1926년 부하린은 코민테른 집행위원회의 의장을 맡았다.
그러나 1928년 곡물생산량의 부족에 직면한 스탈린은 이의 원인이 네프에 있다고 생각하고, 입장을 바꾸어 급진적 산업화와 강제적인 농업 집단화를 주장하게 되었다. 이는 얼마전까지 스탈린이 추방한 트로츠키가 주장하던 것이었다. 부하린은 스탈린의 이런 주장을 우려하고, 강제 집단화가 빈농에 대한 "군사적, 봉건적인 착취"로 이어질 수 있음을 예상하였다.
부하린은 급격한 집단화보다는 농민이 부유해질 기회를 주어 생산량을 늘리는 방법을 선호하였다. 부하린은 당내에서 이를 강하게 주장하였고, 10년 전 강제적인 공출을 행했던 전시공산주의 시절 도리어 농업 생산량이 감소한 것을 상기시켰다.

## 몰락
부하린이 주장한 네프의 계속실시는 당내에서 그다지 인기가 없었다. 또한 그의 부농 옹호와 온건한(느린) 산업화는 지노비에프, 스탈린에게 큰 비판을 받았다. 스탈린은 부하린의 주장을 자본주의적인 일탈이라고 규정하고, 급격한 산업화와 강경한 정책 없이는 혁명이 위기에 처한다고 주장하였다.
결국 부하린과 스탈린의 권력투쟁이 시작되었고 부하린은 여기서 패하여 1929년 4월 코민테른 의장직에서 해임되었고, 편집장을 맡고 있던 프라우다에서도 물러났다. 11월에는 당 정치국에서도 쫓겨났고, 강요로 당내에서 자아비판을 해야만 했다.

## 대숙청
스탈린의 농업집단화는 부하린이 예상한대로 재앙적이었다. 이를 실행하기 위한 공권력의 강제집행은 수많은 농장을 황폐화시켜 생산량은 급감하고 기아로 수백만명이 사망하였다.(홀로도모르) 스탈린은 당내에서 맞설자가 없는 유일권력자였지만, 농업정책 실패로 인해 스탈린에 대한 반대세력과 급격한 집단화에 반대하는 온건파들이 늘어났다. 그러나 부하린은 실각 이후 스탈린에게 맞서는 행위는 자제하고 있었다.
1934년 이 와중에서 레닌그라드 당 서기였던 세르게이 키로프가 암살당했는데 그는 온건파였고, 당내외적으로 인기가 있어서 스탈린에게 맞설수 있는 잠재적 경쟁자였다. 키로프는 열렬한 스탈린 지지자였지만, 그는 상대적으로 온건하고 화합적인 방법을 원했다. 키로프의 인기는 1934년 당중앙위원회의 선거에서 키로프는 단 세표의 반대표를 얻은 반면 스탈린은 292표의 반대표를 얻을 정도였다. 키로프의 암살에는 사실상 스탈린이 개입했다는 설이 있지만, 근거는 존재하지 않기 때문에 다수 역사학자들에 의해서 부정된다.
1934년 ~ 1936년에 부하린은 당내에서 복권되었고, 이즈베스티아의 편집장이 되었다. 그는 언론의 자유, 출판, 집회, 종교, 사적(私的)인 활동의 자유를 보장한 1936년의 소련 헌법의 기초자였다.
키로프의 암살 이후 스탈린과 NKVD는 암살자를 색출한다는 명분으로 광범위한 체포와 수사를 행했다. 그리하여 과거의 스탈린 반대파들은 모두 반역, 테러, 사보타주, 간첩행위 등의 혐의를 받게 되었다.

## 올가미에 걸리다
부하린은 1936년 2월 스탈린의 명령으로 마르크스와 엥겔스의 저작 원고 모음을 구입을 협상하기 위해 파리로 갔다. 이것은 독일 사회민주당이 보유하고 있었으나, 히틀러가 집권한 후 해체되어 프랑스로 옮겨진 것이다. 그는 이때 망명할 기회도 있었으나, 이를 부인하고 "나는 소련 밖에서는 살수 없다"고 말했다.
그는 해외활동 중 한때 동지였으나, 10월 혁명후 볼셰비키에 반대하여 망명중인 인사들과 스탈린과 소련에 대한 견해를 나누었다. 특히 과거 멘셰비키로서 이 원고를 관리하고 있던 보리스 니콜라예프스키와 협상할 때 많은 이야기를 했고 이것은 후에 출판된 "고참 볼세비키의 편지"의 기초가 되었다. 이 책은 정말 부하린의 저작인지에 대해 논란은 있지만 당시 소련 상황을 이해하는데 좋은 참고자료가 되고 있다.
이 책에서 부하린은 스탈린의 강제집단화 과정에서 벌어진 여러 잔인, 야만행위들을 고발하고 있다. 또한 당내에서는 이에 대한 반대는 전혀 나오지 않고, 오직 굴종만이 최선의 미덕으로 자리잡고 있다고 한탄하였다. 또한 다른 멘세비키 지도자였던 표도르 단과의 대화에서는 "스탈린은 인간이 아니라 악마지만, 당내에선 무조건 확신을 받고 있고, 당의 상징이 되었다."라고 극언을 하기도 하였다.
한편 프랑스의 작가 앙드레 말로와의 대화에서는 부하린은 "아마 스탈린은 나를 죽일 것이다."라고 예언을 하기도 하였다. 또한 이 해외여행이 결국 스탈린이 꾸민 각본이 아닐까 하는 의문을 내비치기도 하였다. 그의 예상대로 이 여행 중의 언행은 모두 그의 반국가활동의 올가미로 작용했다.

## 재판
1936년 지노비에프와 카메네프의 재판과 처형이 있었고, 1937년 1월에는 부하린과 릐코프가 국가전복혐의로 체포되었다. 부하린은 1938년 3월 2일에서 3월 18일까지 열린 21인의 재판에서 피고로서 법정에 섰고, 이들 중 16인에 대해서 "우익행위 및 트로츠키주의자"로서 유죄가 확정돼서 사형선고가 내려졌다.
이들의 혐의는 "레닌과 스탈린을 암살하려했고, 막심 고리키를 독살했으며, 소련의 영토를 제국주의 국가에게 할양하려 하였다"는 것이었다. 부하린의 혐의는 세계적으로 재판의 공정성에 의문이 제기되었고, 서방에 있던 저명한 공산주의자들이 이 재판을 보고 스탈린의 야만성에 충격을 받아 반공주의자로 전향하는 계기가 되었다.
당시 스탈린의 가까운 측근이던 몰로토프는 부하린은 결코 고문당하지 않고 스스로 혐의를 자백했다고 회고록에 밝혔다. 그러나 후에 밝혀진 바로는 그의 부인과 아들에 대한 위협때문에 어쩔수 없이 허위로 작성된 "진술서"에 서명했다고 한다.
부하린은 옥중에서 몇편의 저작을 남기기도 했다. 이는 스탈린의 남긴 문서 중에서 발견되었고 1990년대에 출판되었다.

## 처형
부하린에 대한 사형선고는 해외 지식인에게도 큰 충격이었는데 스탈린과 친분이 있던 프랑스의 대문호인 로맹 롤랑은 부하린에게 사면을 내려줄 것을 스탈린에게 청원했다.
그러나 1938년 3월 15일 부하린은 처형되었고, 이는 나치 독일이 오스트리아를 병합한 사건에 가려 큰 이슈가 되지 못했다. 부하린은 처형 직전에 스탈린에게 "코바(스탈린의 혁명활동시 별명), 왜 나의 죽음이 필요하지?"라는 편지를 보냈다.
아내와 아들에 대한 안전보장의 약속에도 불구하고 이들은 부하린 사후 강제수용소에 보내졌고, 스탈린 사후에야 풀려날 수 있었다. 부하린의 아내는 흐루쇼프 시절 소련공산당 중앙위원회에 출석하여 당시에는 문서로 남길 수 없어서 암기하도록 시킨 부하린의 유언을 말했으며 부하린은 1988년 고르바초프에 의해 공식적으로 복권되었다.

## 정치적 명망과 업적
- 부하린은 실각 후에도 소련 공산당내에서 큰 인기가 있었으며, 레닌조차 그를 당내 차세대 지도자로 일컬을 정도였다. 부하린은 마르크스 레닌주의에 대한 많은 기여가 있었을 뿐만 아니라 식물학에도 조예가 깊어서 소련 학술원의 창립 회원이기도 하였다.
- 만화에도 소질이 있어서, 그는 당시 스탈린과 레닌을 비롯한 소련 공산당의 주요 인물들에 대한 커리커쳐를 남기기도 했다.
- 1929년부터 코민테른의 주요 구성원으로 활약하였으며, 이 시기 조선 공산주의 운동에 관여하였다. 그는 조선 공산주의 운동의 가장 큰 해악을 종파주의라고 보았으며, 일국일당원칙을 견지하라고 조언하였다.